# Josia neblina
Josia neblina là một loài bướm đêm thuộc họ Notodontidae. Nó là loài duy nhất được tìm thấy ở Cerro Neblina ở miền nam Venezuela.